# Battaglia di Falkirk
La battaglia di Falkirk fu combattuta il 22 luglio 1298 tra gli inglesi, comandati da re Edoardo I, e i ribelli scozzesi, guidati da William Wallace. Sebbene vittorioso in questo che fu lo scontro più importante delle guerre di indipendenza scozzesi, Edoardo non riuscì a portare a termine la sottomissione della Scozia, perché il suo esercito fu indebolito dalla tattica della terra bruciata messa in atto da Wallace prima della battaglia.

## Contesto
Mentre era impegnato a combattere in Francia, re Edoardo apprese che la sua armata del nord era stata pesantemente sconfitta dai ribelli scozzesi nella battaglia di Stirling Bridge. Conclusa una tregua con re Filippo il Bello di Francia, nel marzo 1298 veleggiò subito in patria per organizzare un esercito con cui invadere di nuovo la Scozia. Come prima mossa, il sovrano inglese spostò il centro di governo a York (funzione che mantenne poi per sei anni). In aprile, nella città fu tenuto un consiglio di guerra per mettere a punto gli ultimi dettagli dell'invasione. Edoardo convocò tutti i nobili scozzesi, dichiarando poi come traditori quelli che non si erano presentati. Le truppe furono riunite a Roxburgh il 25 giugno. Si trattava di un'armata imponente: 3000 cavalieri e 25000 fanti, tra cui gallesi armati con arco lungo.
In giugno l'esercito marciò verso il nord, ma le cose non andarono come previsto. Wallace, che era stato nominato Guardiano di Scozia, ordinò di fare terra bruciata davanti agli inglesi, così da togliere agli invasori ogni possibilità di approvvigionamento. La situazione andò precipitando e l'esercito inglese si trovò stretto dai morsi della fame, al punto che andava serpeggiando il germe della ribellione, soprattutto tra i gallesi. Mentre si trovava nei pressi di Edimburgo e stava per decidere l'ignominiosa ritirata, ricevette la notizia che Wallace si era attestato nel bosco di Callendar vicino a Falkirk, a sole tredici miglia di distanza, pronto a inseguire il nemico in ritirata.

## La battaglia
L'esercito scozzese, di nuovo composto soprattutto da lancieri, come a Stirling, fu organizzato in quattro grandi formazioni a porcospino, conosciute come schiltron. Lo spazio tra queste quattro formazioni fu occupato dagli arcieri, armati con l'arco corto scozzese. Dietro, una piccola truppa di cavalleria leggera, composta da uomini del clan Comyn e da altri nobili.
Il 22 luglio, la cavalleria inglese, divisa in tre battaglioni, giunse in vista dell'esercito scozzese. L'ala sinistra era comandata da Roger Bigod, V conte di Norfolk, e dai conti di Hereford e Lincoln. Quella destra era agli ordini di Anthony Bek, vescovo di Durham, mentre il re comandava il centro dello schieramento.
Lo scontro fu durissimo: la cavalleria inglese, che era andata all'attacco in maniera frettolosa, fu respinta. Intanto, però quella scozzese si diede alla fuga. Edoardo riuscì a riportare ordine tra le sue truppe, mentre gli schiltron, trovandosi senza alcuna copertura, furono dapprima un facile bersaglio per gli arcieri nemici e vennero poi di nuovo caricati dalla cavalleria inglese, che questa volta eseguì alla lettera gli ordini del re. Gli scozzesi furono decimati. Wallace riuscì a sopravvivere e a scappare.
Questa sanguinosa battaglia segnò la fine del carisma e della credibilità di Wallace, anche se gli inglesi non riuscirono a portare avanti la campagna, perché indeboliti dalla tattica della terra bruciata che lo scozzese aveva messo in atto. Edoardo ordinò all'esercito di ritirarsi a Carlisle nella speranza di dare respiro alla truppe. Ma molti disertarono e ciò costrinse il sovrano inglese a far smobilitare la maggior parte del suo esercito, anche se lui restò sul confine scozzese fino alla fine dell'anno. Quindi se ne ritornò a sud senza essere riuscito a chiudere definitivamente la partita con gli scozzesi. La fase popolare della guerra agli inglesi, guidata dall'eroe Wallace, venne meno e i nobili ripresero in mano le redini del conflitto. Wallace tornò nell'oscurità e nel 1305 fu catturato e giustiziato.